# Neomaso antarcticus
Espèce
Synonymes
- Porrhomma antarctica Hickman, 1939

Neomaso antarcticus est une espèce d'araignées aranéomorphes de la famille des Linyphiidae.

## Distribution
Cette espèce se rencontre sur l'archipel des Kerguelen et l'île Marion.

## Publication originale
- Hickman, 1939 : Opiliones and Araneae. British, Australian and New Zealand Antarctic Research Expedition 1929-1931. Reports-Series B. Adelaide, vol. 4, no 5, p. 157-188.